# Decametonio
Il decametonio, noto anche come sincurina, è un agonista depolarizzante della muscolatura scheletrica, ovvero un bloccante della giunzione neuromuscolare che causa desensibilizzazione, usato in anestesia per indurre paralisi.

## Farmacologia
Il decametonio, strutturalmente correlato all'acetilcolina, è caratterizzato da una breve durata d'azione. A livello della placca motrice agisce come antagonista in quanto lega il recettore nicotinico postsinaptico causando una depolarizzazione continua, in quanto non è degradato a livello sinaptico. L'induzione di tale depolarizzazione impedisce la normale trasmissione nervosa dalla terminazione presinaptica, impedendo allo stimolo neuronale di raggiungere il muscolo.

## Controindicazioni
Il decametonio per sé non dà perdita di coscienza né anestesia, e la sua azione può causare tensione psicologica ed impossibilità di comunicare al paziente. Per queste ragioni la somministrazione a pazienti coscienti è fortemente controindicata, e dovrebbe essere effettuata solo in condizioni di emergenza.
Dopo essere stato impiegato in clinica per diversi anni il farmaco è attualmente utilizzato solo come tool farmacologico in ambito di ricerca.